# 美しき姫君

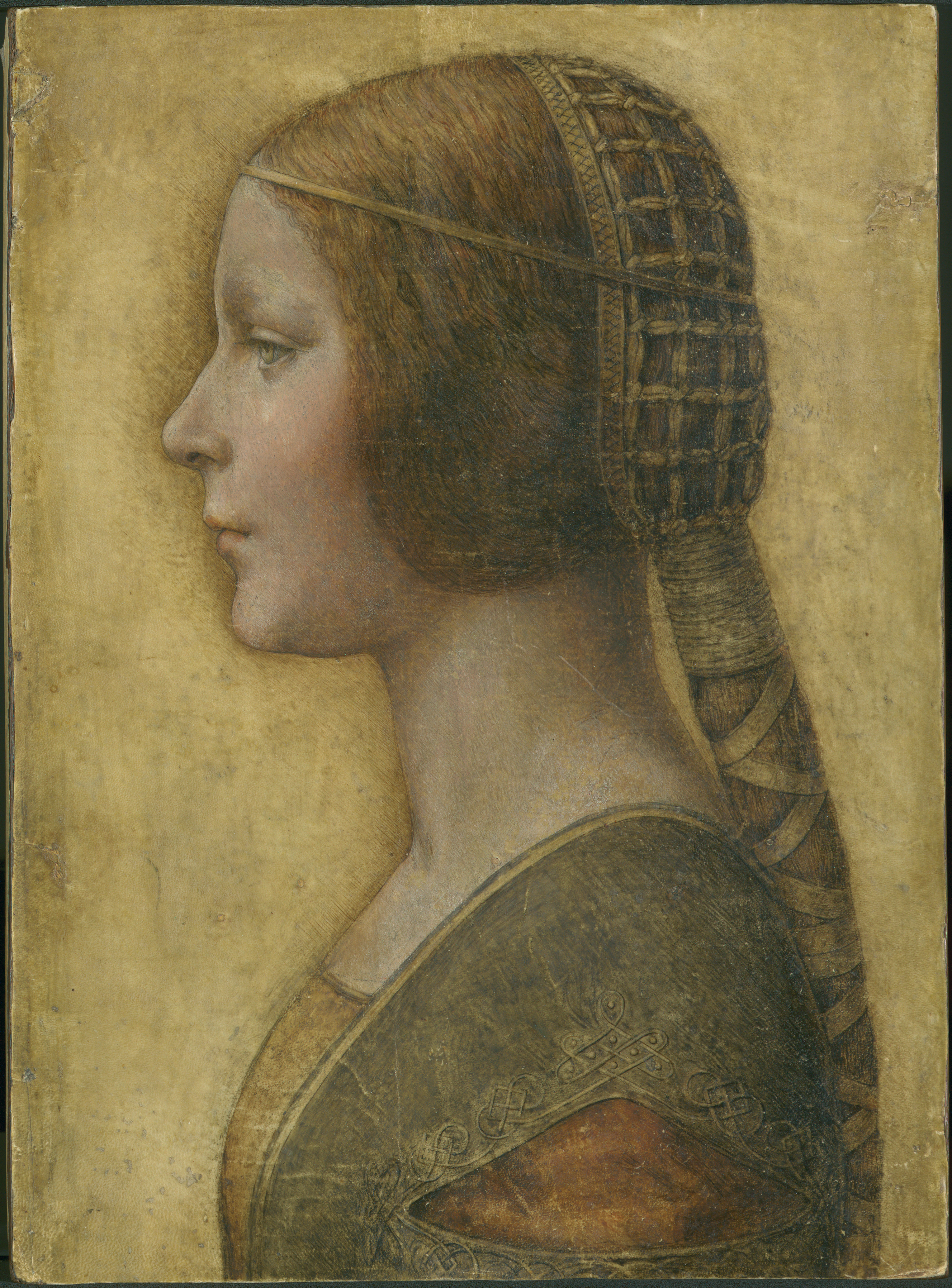
『美しき姫君』（15世紀後半？）
個人蔵

『美しき姫君』（うつくしきひめぎみ、伊: La Bella Principessa）は、15世紀後半に描かれたとされている絵画。盛期ルネサンスの巨匠レオナルド・ダ・ヴィンチの真作ではないかという可能性が論議されている肖像画である。この作品は羊皮紙（Vellum）にパステル、ペンとインク、淡水彩（ウォッシュ技法）など、複数の絵画技法を用いて描かれた作品（ミクストメディア）であり、大きさは 33 cm x 22 cm となっている。
『美しき姫君』は2007年に現在の所有者が購入し、パリのリュミエール・テクノロジー社がこの作品に対してマルチスペクトルスキャンを実施してデジタル解析を行った。このデジタル解析は美術品担当の法化学者ピーター・ポール・ビロが担当し、その結果、ダ･ヴィンチの未完の絵画『荒野の聖ヒエロニムス』に残っている指紋と「酷似した」指紋を『美しき姫君』から発見した。
オクスフォード大学名誉教授の美術史家マーティン・ケンプ（en）は『美しき姫君』に関する書物を著し、この作品に描かれている女性はミラノ公ルドヴィーコ・スフォルツァと愛妾ベルナルディーナ・デ・コラーディスとの娘ビアンカ・スフォルツァであり、のちに『美しき姫君』と改名された作品であるとしている。

## レオナルド・ダ･ヴィンチの作品とするケンプの説

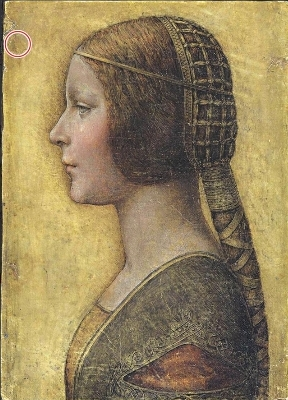
画面左上部の赤い円で囲まれた箇所から、ダ・ヴィンチのものらしき指紋が発見された。

2009年5月に Hodder & Stoughton 社から出版されたケンプの書物の概要は次のようなものである。
この作品は、1490年代に流行した最先端の衣装を身にまといミラノ宮廷風の髪形をした、大人になる一歩手前の少女を描いた肖像画である。スフォルツァ家の若い女性たちを消去法で選別していった結果、ケンプは描かれているモデルがミラノ公ルドヴィーコ・スフォルツァの非嫡出子（後に嫡出子と認められた）ビアンカ・スフォルツァであると結論付けた。1496年にわずか13歳のビアンカは、ミラノ公国軍人ガレアッツォ・ダ・サンセヴェリーノと結婚している。夫となったガレアッツォはレオナルド・ダ・ヴィンチの後援者だった人物である。しかし結婚後数ヶ月で、ビアンカは子宮外妊娠と思われる腹部の疾病で死去してしまう。そして、この夭折したミラノ公女を悼む羊皮紙に書かれた詩歌集が編まれた。このような「周囲に愛された淑女」の肖像画は婚礼などの祭礼時をはじめ、特に死去した際に献じられた詩歌集の扉絵や挿絵として制作されることが多かった。
デジタル解析と実地調査の結果『美しき姫君』から、次のような物理的、科学的物証が得られた。
- 黒、赤、白のパステル、フランス製の絵の具、ペンとインクといった複数の顔料から描かれている。
- 輪郭線、陰影技法のハッチングは明らかに左利きの画家の手によるもので、ダ･ヴィンチも左利きの芸術家として知られている。
- 全体的に大きく描き直された痕跡がある。
- 描かれている少女は、髪に隠れて浮き出すかのように表現された耳の形状や、琥珀色の瞳の虹彩など細部まで詳細に表現されている。
- 英国王室ロイヤル・コレクションが所蔵するダ･ヴィンチのドローイング『女性の横顔』[5]と作風が非常によく似ており、他のダ･ヴィンチの手による習作と同様に微細な修正が何度も施されている。
- スフォルツァ家一族の肖像画は慣例として横顔で描かれ、一方でルドヴィーコ・スフォルツァの愛妾たちの肖像画は横顔では描かれていない。
- この肖像画の頭と顔は、ダ･ヴィンチが手稿に書き残した絵画技法にしたがって描かれている。
- 衣服と髪飾りの織細工もしくは結び糸細工の表現手法は、ダ･ヴィンチが他の作品や工房の意匠として描いたものと合致する。
- この肖像画は羊皮紙に描かれており、現在知られているダ・ヴィンチが羊皮紙に描いた作品は存在しないが、当時のダ･ヴィンチはフランスの絵画手法である羊皮紙への乾式着色技法に興味を持っていた。1494年当時ミラノに滞在していたフランス人画家ジャン・ ペレアル（en）に対して、機会があればパステルを用いた着色技法について質問することというダ･ヴィンチの手稿が残っている。
- 使用されている羊皮紙の縦横比は √2 の長方形で、これはダ･ヴィンチのほかの肖像画と同じ割合のサイズである。
- この羊皮紙は写本を切り取ったもので、スフォルツァ家出身の女性の生涯における主要な事跡を描いた詩歌集から切り取られていると思われる。
- 羊皮紙の左上部には指紋があり、この指紋は現在バチカン美術館が所蔵するダ･ヴィンチの未完の作品『荒野の聖ヒエロニムス』に残されている指紋と酷似している。さらに『美しき姫君』に描かれている少女の頚部のパステル彩色部分には手のひらの跡があり、指や手のひらも使って絵画を描いたダ･ヴィンチの制作手法と合致する。
- 少女の衣装の緑色の部分は下地の羊皮紙が黄色がかっているために緑色っぽく見えるだけで、実際は黒一色のパステルの濃淡で表現されている。
- 肌色部分に見られる微妙な陰影も、ごく薄く彩色された顔料を通して下地の羊皮紙の色調を見せることによって表現されている。
- 『美しき姫君』と『白貂を抱く貴婦人』に描かれているチェチーリア・ガッレラーニの肖像には、眼の表現、手を使った肌色のぼかし表現、髪を包む複雑な織物飾り[注釈 2]、輪郭線の扱いなど様々な点で注目すべき類似性が見られる。
- ペンとインクで描かれたもともとの輪郭線は後世の修復作業で描き直されている。
- 数年にわたって修正されてきた痕跡があり、特に衣装と髪飾りの部分で顕著であるが、これらの修正は肖像に描かれた顔の表情や与える印象に大きな影響を及ぼすものではない。

## ケンプの説に対する論議
ケンプの結論に対して賛同意見を表明したダ･ヴィンチの専門家も多かった。賛意を示した専門家にはカルロ・ペドレッティ、ニコラス・ターナー、アレッサンドロ・ヴェッゾーシ（ミラノのレオナルド･ダ･ヴィンチ理想博物館館長）、クリスティナ・ジェッド、クラウディオ・ストリナーティ（イタリア文化財・文化活動省）、ミーナ・グレゴリ（フィレンツェ大学名誉教授）などがいる。
しかしながら、『美しき姫君』がダ･ヴィンチの作品であるという説に対して賛否を保留している、あるいは否定している専門家もいる。疑問点として20世紀以前の来歴が存在しないことがあげられており、生前からダ･ヴィンチが得ていた名声を考慮し、さらに描かれているのが名家スフォルツァ家の一員であるとするならば、来歴がないのはあまりに不自然であるとする。さらに羊皮紙が本当に数世紀前のものだとしても、贋作者がその当時の古い羊皮紙を入手するのは特に難しいことではないともしている。現在ダ･ヴィンチ作のおよそ4,000点のドローイングが残っているが、羊皮紙に直接描かれたものは存在しない。ダ･ヴィンチの研究家ピエトロ C.マラーニは、『美しき姫君』が左利きの芸術家によって描かれているということも疑問視しており、過去のダ･ヴィンチ作品の贋作者たちのなかには左利きの特徴を真似ることができた者がいたことを指摘した。さらにマラーニは羊皮紙表面の状態、単調な細部表現、特定の箇所の顔料の使用方法、クラクリュール（経年変化などで絵画表面に現れる細かいひび割れ）の欠如、生硬な表現などについても疑義を呈している。匿名を希望する、ある美術館の館長は『美しき姫君』は「お笑い種の20世紀の贋作」であり、作品に見られる損傷や修復の跡も不審極まりないとしている。ロンドンのナショナル・ギャラリー館長ニコラス・ペニーも、ダ･ヴィンチの企画展を開催するとしても「ナショナル・ギャラリーは『美しき姫君』を貸して欲しいと頼んだりはしない」と断言している。ウィーンのアルベルティーナ美術館館長クラウス・アルブレヒト・シュレーダーは「レオナルドの作品であると断言できるものは誰もいない」と語り、16世紀イタリアのドローイング研究者 David Ekserdjian も「贋作」ではないかと書いている。ダ･ヴィンチのドローイング研究の第一人者の一人でメトロポリタン美術館のカルメン・バンバックとバンバックの同僚のエヴァレット・フェイも『美しき姫君』がダ･ヴィンチの真作であるとは認めていない。
法化学者のなかにもピーター・ポール・ビロが発見した指紋を疑問視している複数の専門家がいる。『美しき姫君』に残されている指紋はあまりにも不明瞭であり、証拠として採用することはできないとし、ビロが比較対象として「酷似している」と結論付けた『荒野の聖ヒエロニムス』に残る指紋自体が非常に不鮮明なもので、作者の特定にはそもそも使用できるものではないとしている。指紋がダ･ヴィンチのものではなく、間違った結論を出したのではないかと尋ねられたとき、ビロは「確かにその可能性はある。答えはイエスだ」と返している。
ケンプの書物には『美しき姫君』がダヴィンチの作品がどうかを疑う記述はない。このことに対してリチャード・ドーメントは、デイリー・テレグラフに「ケンプの書物が学術的論文を企図したものだとすれば、一定の評価を得た美術史家が書いたものとしては分析方法が偏っているといえる。ビロが調査中の少女と呼んだ『美しき姫君』に関するこの書物は美術史論ではなく、単なる個人的意見の表明に過ぎない」とする書評を掲載した。
ドイツロマン主義ナザレ派のドイツ人画家たちの作品を再評価したことで知られる美術史家フレッド・クラインは、サンタフェ・ニューメキシカン紙の第一面に『美しき姫君』は19世紀初頭のローマでイタリアルネサンス期の巨匠たちの作風と画題を再現しようとしていた、ナザレ派のドイツ人画家ユリウス・シュノル・フォン・カロルスフェルト（1794年 - 1872年）が1820年ごろに描いた作品ではないかいう論文を掲載している。クラインはマンハイムの州立美術館が所蔵する『半裸婦像』など、3点のフォン・カロルスフェルトが羊皮紙に描いたドローイングに着目し、『美しき姫君』に描かれている女性はマンハイムのドローイングに描かれている女性と同一人物であり、『美しき姫君』は理想化されたルネサンス様式の作風で描かれているだけだとした。
『美しき姫君』の当初の所有者だったジャンニーノ・マルシの未亡人ジョアンナが、オークションハウスのクリスティーズを相手取ってニューヨークの裁判所に訴訟を起こしている。クリスティーズは1998年にマルシからの依頼で『美しき姫君』を「19世紀初頭のドイツ人画家による作品」としてオークションにかけて売却した。その後『美しき姫君』がダ・ヴィンチによるもので莫大な価値のある作品ではないかと騒動になったため、オークションに出品した際のクリスティーズの不注意による作者特定のミスと、不適切な取扱いで作品が損傷を受けたとして告発したのである。この訴訟の過程で、マンハイムのドローイングと『美しき姫君』でそれぞれで使用されている羊皮紙の比較鑑定が実施される可能性もある。

## 来歴
『美しき姫君』の存在が最初に知られたのは、1998年にニューヨークで開催されたクリスティーズのオークションである。このときには19世紀初頭ドイツ人画家による『ルネサンス風のドレスを着た少女の横顔』（Young Girl in Profile in Renaissance Dress）として出品され、19,000ドルの価格で落札された。2007年に再度別人に売却されており、その後スウェーデンのヨーテボリで開催された展覧会に出品されたときには、ダ･ヴィンチの真作であれば16,000万ドル以上という評価額が提示された。